# Reusch
Reusch è un'azienda italiana produttrice di guanti e attrezzature sportive di alta qualità. Specializzata in guanti da portiere e guanti per sport invernali, Reusch è uno dei marchi di guanti tradizionali leader a livello mondiale.

## Storia

### L’inizio
Nel 1934 Karl Reusch produce il primo paio di guanti nella soffitta di casa sua. Dopo aver sviluppato e ottimizzato il design tecnico dei guanti per decenni, nel 1972 le esigenze degli atleti professionisti sono finalmente soddisfatte. Dopo l'ingresso in azienda del figlio Gebhard, Reusch lancia sul mercato una prima collezione di guanti invernali appositamente progettati, e inizia a espandere le proprie attività in altri settori relativi al modo dello sport. Un anno dopo, in stretta collaborazione con la leggenda dei portieri tedeschi Sepp Maier, Gebhard Reusch sviluppa il primo guanto da portiere con palmo in lattice della storia. Una pietra miliare per il mondo del calcio e per Sepp Maier, che l'anno successivo vincerà la Coppa del Mondo.

### Lo sviluppo
Dal 1974 in poi, molti portieri dei principali campionati a livello mondiale si sono affidati ai guanti da portiere Reusch, portando a casa sei Campionati del Mondo, sei Campionati Europei, tre Copa America e molti altri. A partire dagli anni '80, gli sciatori alpini che indossano i guanti Reusch hanno conquistato la maggior parte delle medaglie nelle principali competizioni di sci alpino, dalla Coppa del Mondo di Sci alle Olimpiadi Invernali.
Grazie alla presenza e ai canali di distribuzione a livello mondiale, Reusch è ora anche uno dei distributori autorizzati di importanti marchi di articoli sportivi come Deuter. Inoltre, a partire dal 1º gennaio 2023, Reusch è diventato il distributore esclusivo di Speedo per l'Italia e l'Austria, nonché il distributore italiano autorizzato di Red Bull Spect Eyewear.

## Struttura aziendale
Reusch è un'azienda a conduzione familiare, con sede legale a Bolzano dal giugno 2017. Reusch conduce le sue operazioni commerciali anche da altre due filiali - una a Milano e una a Reutlingen, in Germania.
L'azienda conta circa 70 dipendenti e più di 40 agenti commerciali che coprono i vari mercati di destinazione. 

## Collezioni
Ogni anno Reusch lancia sul mercato due collezioni principali: una collezione Goalkeeper e una collezione Winter.
- Collezione Goalkeeper: guanti da portiere, abbigliamento, protezioni e accessori.
- Collezione Winter: Racing, sci alpino, freeride, snowboard, alpinismo, sci di fondo, escursionismo, corsa, bicicletta, lifestyle e tempo libero.

Nel mondo sportivo è molto riconosciuta in entrambi i settori.

## Sponsorizzazioni

Il portiere italiano Angelo Peruzzi con abbigliamento Reusch nei primi anni 90

Le sponsorizzazioni sono state un elemento fondamentale della comunicazione del marchio Reusch. Fin dai primi anni '80, Reusch ha collaborato con le più grandi federazioni sciistiche e con gli sciatori e i portieri di maggior successo al mondo. 
Il primo portiere sponsorizzato da Reusch è stato Sepp Maier ai Mondiali di calcio del 1974 in Germania. Nel corso degli anni, Reusch ha sostenuto molti portieri di livello internazionale, come i vincitori della Coppa del Mondo Ubaldo Fillol, Nery Pumpido, Bodo Illgner, Claudio Taffarel e Marcos Reis. Con Dida del Milan (2002/03, 2006/07) e Júlio César dell'Inter, i portieri Reusch hanno vinto tre UEFA Champions League dal 2002.
Attualmente Reusch sponsorizza più di 220 portieri professionisti nelle prime divisioni nazionali di tutto il mondo. Tra i recenti portieri di punta di Reusch vi sono Hugo Lloris, Unai Simón, Wojciech Szczęsny, Dominik Livaković, Samir Handanovič, Alex Meret, Jiří Pavlenka, Franco Armani e Agustín Marchesín.
Nel settore dello sci alpino, Reusch collabora con alcuni degli atleti di maggior successo al mondo, come Mikaela Shiffrin, Marco Odermatt, Henrik Kristoffersen, Alexis Pinturault, Petra Vlhová e Marco Schwarz.